# Lobopola cimarrona
Lobopola cimarrona là một loài bướm đêm trong họ Geometridae.